# タール (弦楽器)
タール(تار、tar)とは、歴史的イラン世界と称されるイランやアゼルバイジャン、ジョージア、アルメニア、およびその他のカフカース地方で見られる長い棹を持つリュート属の撥弦楽器である。

## 概要
主にペルシア音楽の歌唱の伴奏のために用いる。「タール」とはペルシア語で「弦」をさす。18世紀中ごろ現在の形になったといわれる。主に桑の木などでできた共鳴胴は、2個の心臓を連結したような独特のかたちをしており、表面は牛の心臓や羊の皮膜を伸ばした薄い膜でおおわれている。
25から28の羊腸製の可動フレットと、3対の金属弦があり、真鍮のプレクトラムで演奏される。1オクターブは15の微小音程に分割される。標準的な調弦は「C3—C4—G3—G3—C4—C4」だが、用いる旋法により変わる。
またプレクトラムを用いずに、左手の指で、棹上の弦をたたいたりはじいたりもする。

## ギャラリー

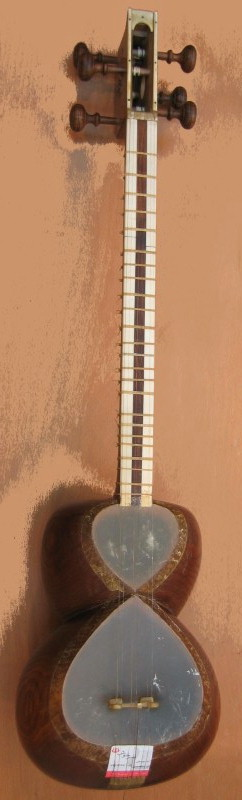
イランのタール
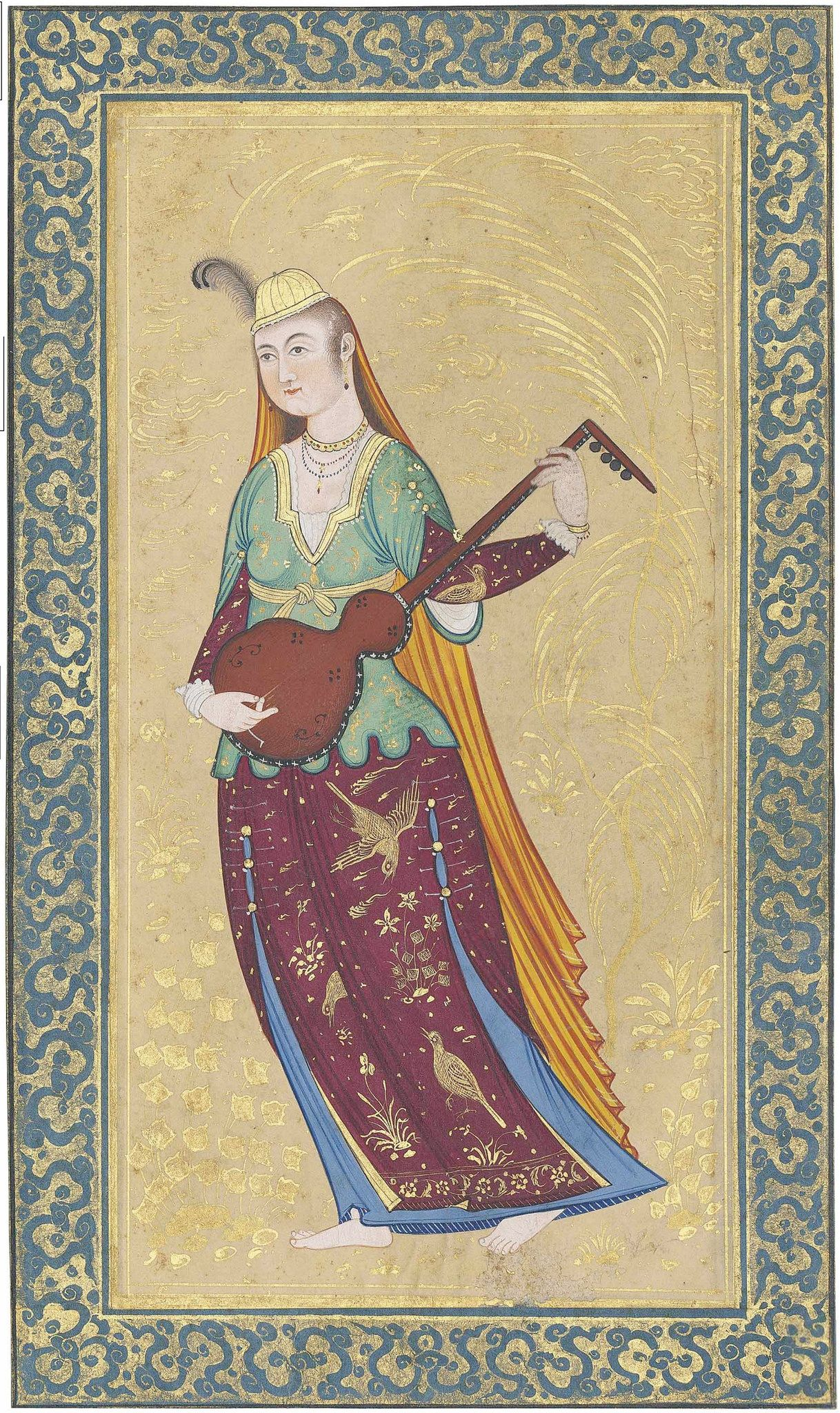
タールを持った女性、サファヴィー朝様式のガージャール朝のミニチュア。